# Donja Pakaštica
Pakashticë e Poshtme en albanais et Donja Pakaštica en serbe latin (en serbe cyrillique : Доња Пакаштица) est une localité du Kosovo située dans la commune/municipalité de Podujevë/Podujevo, district de Pristina (Kosovo) ou district de Kosovo (Serbie). Selon le recensement kosovar de 2011, elle compte 292 habitants, tous albanais.

## Démographie

### Évolution historique de la population dans la localité
| 1948 | 1953 | 1961 | 1971 | 1981 | 1991 | 2011 |
| ---- | ---- | ---- | ---- | ---- | ---- | ---- |
| 155  | 161  | 162  | 129  | 184  | 347  | 292  |

|  |